# Lexikon bedeutender Chemiker
Das Lexikon bedeutender Chemiker ist ein Lexikon über rund 1.600 Chemiker. Es ist das bisher einzige deutschsprachige Lexikon, das sich ausschließlich mit dieser Personengruppe befasst. Die erste Ausgabe wurde 1988 vom Bibliographischen Institut in Leipzig herausgegeben. Eine Lizenzausgabe erschien im Verlag Harri Deutsch.

## Inhalt

### Umfang
Die berücksichtigten 1592 Personen sind von der Antike bis in die 1980er Jahre verzeichnet. Neben Chemikern sind auch Wissenschaftler der Physik, Mineralogie, Pharmakologie und der Biowissenschaften erfasst, soweit diese Personen Beiträge zur Entwicklung der Chemie geleistet haben. Berücksichtigt wurden auch Chemieingenieure, Industriechemiker und Alchemisten. Unterrepräsentiert sind Chemikerinnen: Nur Marie Curie, Kleopatra, Maria die Jüdin, Ida Noddack, Marguerite Perey, Gerty Cori, Dorothy Crowfoot Hodgkin, Rosalind Franklin, Margit Rätzsch, Rosalyn Yalow, Irène Joliot-Curie und Stanisława Witekowa wurden berücksichtigt (also ein Anteil unter 1 Prozent).

### Aufbau der Artikel
Die Artikel enthalten die Lebensdaten, den Bildungsweg, die besonderen Leistungen und eine knappe Verzeichnung der Werke. Alle Beiträge sind mit den Kürzeln der Herausgeber gezeichnet. Sind die Personen gewöhnlich unter unterschiedlichen Namen bekannt, erfolgt ein Verweis auf den Hauptartikel.

### Gliederung
Vorgebunden ist eine zweiseitige Sammlung von wichtigen Daten zur Chemiegeschichte von 1520 Paracelsus bis 1982 De Bao Wang. Vorwort (Seite 5), Abkürzungen (Seite 6), Artikel von Emil Abderhalden (Seite 7) bis Felix Zymalkowski (Seite 469). Nachgebunden sind Nobelpreisträger der Chemie, Medizin, Physik aus den Jahren 1902 bis 1987 von Kurt Alder bis Richard Zsigmondy. Genannt werden der Name, das Jahr und das Gebiet.

## Ausgaben
- Winfried R. Pötsch (Federführung), Annelore Fischer, Wolfgang Müller: Lexikon bedeutender Chemiker. Unter Mitarbeit von Heinz Cassebaum. Bibliographisches Institut, Leipzig 1988, ISBN 3-323-00185-0.
- Winfried R. Pötsch, Annelore Fischer, Wolfgang Müller: Lexikon bedeutender Chemiker. Unter Mitarbeit von Heinz Cassebaum. Harri Deutsch, Frankfurt am Main/Thun 1989, ISBN 3-8171-1055-3.